# Suhoi Su-34
Suhoi Su-34 (NATO Fullback) este un bombardier avansat cu dublă comandă. A fost conceput pentru a înlocui avionul Suhoi Su-24. Este o variantă de atac a avionului Su-27. A intrat în serviciu relativ recent.
1. ↑   http://lenta.ru/news/2014/03/21/su34/ Lipsește sau este vid: |title= (ajutor)
2. ↑   https://bmpd.livejournal.com/4103348.html Lipsește sau este vid: |title= (ajutor)